# Birinši Ligasy
Birinši Ligasy (kazašsky Футболдан Қазақстан бірінші лигасы, první fotbalová kazachstánská liga) je druhá nejvyšší kazachstánská fotbalová ligová soutěž. Byla založena v roce 1994. Každý ročník běží od jara do podzimu, v každém kalendářním roce je tak znám vítěz.

## Přehled vítězů
Zdroj:
- 1994 – Munajšy Aktau
- 1995 – FC Kaysar Kyzylorda
- 1996 – nehrálo se
- 1997 – Ferro Aktobe
- 1998 – Tomiris Šymkent
- 1999 – Dinamo Šymkent
- 2000 – Lento Aktobe
- 2001 – Tomiris Šymkent
- 2002 – FK Ekibastusec
- 2003 – Okžetpes FK,
- 2004 – Bolat-AMT Temirtau
- 2005 – Energetik Pavlodar, FC Kaysar Kyzylorda
- 2006 – Avangard Petropavl, FK Žetisu
- 2007 – Energetik Pavlodar, FC Megasport Almaty
- 2008 – FK Kazachmys
- 2009 – FK Kajrat Almaty
- 2010 – FK Vostok Öskemen
- 2011 – Sunkar FK
- 2012 – Ile-Saulet FK
- 2013 – FC Kaysar Kyzylorda
- 2014 – Okžetpes FK
- 2015 – FC Akžajik
- 2016 – FC Kaysar Kyzylorda
- 2017 – FK Žetisu
- 2018 – Okžetpes FK
- 2019 – Kyzylžar
- 2020 – FK Aktobe a FK Atyrau
- 2021 – Aksu FK
- 2022 – Okžetpes FK